# Města pro lidi
Města pro lidi (v originále Cities for People) je kniha dánského architekta Jana Gehla. Gehl v ní rozpracovává svou koncepci utváření „měst pro lidi“ a objasňuje principy, priority a postupy, díky kterým se města stávají obyvatelnými.

## O autorovi
Jan Gehl je dánský architekt, bývalý profesor architektury Dánské královské akademie výtvarných umění a zakládající partner ateliéru Gehl Architects – Urban Quality Consultants. Gehl se narodil v roce 1936 v Kodani. V roce 1960 získal magisterský titul v oboru Architektura a začal pracovat jako architekt. V roce 1966 mu Dánská královská akademie výtvarných umění udělila pětiletý grant na výzkum formování a využívání veřejného prostoru. Svoji práci Gehl shrnul v knize Život mezi budovami – Užívání veřejných prostor (1971). S Gehl Architects se podílel na úpravě mnoha světových měst, např. Kodaně, Londýna, New Yorku nebo Melbourne.

## Historický kontext
Myšlenky, které Jan Gehl v knize prezentuje, jsou v přímém rozporu s modernistickým (či funkcionalistickým) pojetím města, které se začalo utvářet v průběhu první poloviny 20. století. Modernistické pojetí je založeno na hygienických zásadách maximálního oslunění, velkých zelených ploch ve městě a zónování částí města dle funkce (obytná, administrativní, industriální, volnočasová). Tyto městské zóny by pak podle modernistů měly být propojeny rozsáhlou sítí kapacitních pozemních komunikací, zajišťujících dopravu obyvatel mezi bydlením, prací a zábavou. Na problém přelidnění světových měst modernisté odpovídají voláním po vysokých budovách.
Gehl naproti tomu tvrdí, že hygienické zásady jsou nejen přeceňované, ale jejich aplikace navíc vede k horším životním podmínkám obyvatel měst. Jako příklad uvádí fakt, že čtvrti ve starých (dle modernistů nevyhovujících) částech města, kde jsou nízké domy a úzké uličky, patří v evropských městech obvykle mezi nejoblíbenější lokality. Dále se přímo staví proti výstavbě kapacitní silniční sítě, přímo tvrdí, že čím víc je autům dáno prostoru, tím víc aut bude jezdit, tedy že rozšiřování dopravních tepen nevede ke zlepšování situace, naopak – čím méně prostoru pro auta, tím méně problémů.
Do praxe se modernistické zásady dostaly v omezené míře v podobně panelových sídlišť a administrativních čtvrtí. V 50. a 60. letech však vznikla i řada měst kompletně navržených dle modernistů, známým příkladem je nové hlavní město Brazílie – Brasília. Několik takových měst vzniklo ve Velké Británii, např. Milton Keynes.
V českém kontextu lze za aplikaci modernistických zásad na „zelené louce“ považovat Havířov, město postavené kompletně podle plánu v 50. letech 20. století, nebo nový Most.

## Koncepce „měst pro lidi“
Jak Gehl uvádí v předmluvě Měst pro lidi, v průběhu celé historie fungovalo město jako místo setkávání obyvatel. Změna nastala v 60. letech 20. století, kdy se vše začalo podřizovat automobilové dopravě. Se vzrůstajícím počtem automobilů započaly snahy vytvořit více místa pro automobilovou dopravu a parkování. Výsledkem bylo prudké zhoršení podmínek pro pěší či cyklistickou dopravu a městský život byl značně omezen.
Potřeba tvořit města pro lidi se znovu objevuje na začátku 21. století. Většina celosvětové populace se stává populací městskou a počet lidí ve městech se bude i nadále zvyšovat. Proto se podle Gehla do budoucna musí stát hlavní prioritou měst potřeby lidí. Pokud město přinese lepší městské prostory, které lákají lidi k pobytu venku, jejich využití jistě poroste a město se tak stane atraktivnějším. V poslední době je také postupně uznáván význam pěší a cyklistické dopravy a k dispozici jsou různá řešení. Například výběr uličního typu - od pěších zón přes ulice s omezenou rychlostí až po ulice pouze pro vozidla.
Jako příklady měst, kde byl znovu dobyt městský prostor, uvádí Gehl Kodaň, Melbourne a New York.

## Kniha Města pro lidi
V knize Města pro lidi formuloval Gehl zásady, které by měly být ve městech tvořených pro lidi dodržovány.

### Práce s lidským měřítkem a lidskými smysly
Základem městského plánování je podle Gehla práce s lidskými měřítky a smysly. Městské prostory by měly odpovídat lidským možnostem, ale také pamatovat omezení lidského těla. Lidský zrak je vyvinutý pro chůzi po horizontální rovině a zorné pole směrem nahoru je omezené. Horní patra vysokých budov lze pozorovat jen s odstupem, nad pátým patrem se kontakt vytrácí úplně. Veškerý městský život by se tedy podle Gehla měl odehrávat v úrovni očí.
Velkou důležitost mají tedy přízemní partie budov – hraniční linie, kde se stýká město s budovami. Pokud procházíme kolem zajímavých průčelí či obchodních výloh, chůze se stává zajímavější, přínosnější a rychleji ubíhá. Opačný efekt mají ulice s tvrdou hraniční linií, kde člověk prochází kolem dlouhých nezajímavých úseků. Pokud městské hraniční linie fungují, lidé získávají pozitivní smyslové vjemy a posiluje se tím městský život.
Obvyklá rychlost chodce je 5 km/h, což by se na městské architektuře mělo také odrážet. Prostory by měly být menší, budovy blízko sebe, člověk by měl mít čas zaměřit se na detaily a tváře. Taková scéna je pro člověka osobní a přívětivá. Při jízdě autem se naproti tomu měřítko zvětšuje, silnice obklopují velké budovy a ulice jsou mnohem širší. Při chůzi na takovémto místě jsme ochuzeni o smyslové zážitky, chůze se zdá nezajímavá, unavující a téměř nekonečná.

### Živé, bezpečné, udržitelné a zdravé město
Podle Gehla je atraktivita města podmíněna několika věcmi – město, jež přitahuje lidi, by mělo být živé, bezpečné, udržitelné a také zdravé.
Živé město člověku slibuje sociální interakce, sama přítomnost jiných lidí dokazuje, že dané místo stojí za zastavení. Na druhou stranu to není záležitost přeplněných chodníků či davů lidí, ale pocitu, že je prostor příjemný a smysluplný. Život v městě je výsledkem „kolik“ lidí (kvantita) a „jak dlouho“ času (kvalita) venku stráví. Více života se nachází tam, kde se lidé pohybují pomalu a třeba se i zastaví. Cílem je tedy vytváření měst, kde obyvatele láká chůze či jízda na kole.
Pokud město podporuje obyvatele v tom, aby chodili pěšky a trávili v ulicích více času, zároveň tím podporuje také narůst pocitu bezpečí. Pokud je na ulicích více lidí a tedy i více očí, jednotlivci se cítí bezpečněji. V noci pak tento pocit posiluje světlo z obchodních výloh a oken bytů. Ulice s obchody se zataženými roletami, špatné osvětlení, pusté průchody a příliš mnoho keřů naopak vyvolávají pocit nejistoty a strachu. Zároveň by město mělo své obyvatele chránit také před přírodními vlivy, lidé by měli mít možnost schovat se před deštěm či větrem. Důležitá je také ochrana chodců či cyklistů před dopravními nehodami.
Škála udržitelnosti je široká, od spotřeby energie po hospodaření s odpady, zásobování energiemi a řízení dopravy. Pěší a cyklistická doprava by ušetřila městům mnohé, mimo to je lacinější, tišší a čistší. Cílem měst je také sociální udržitelnost, město by mělo být přístupné pro všechny a pokoušet se čelit stahování lidí do opevněných komunit. Koncept udržitelnosti musí myslet i na budoucí generace, je nutné počítat s místem pro každého.
Dále musí podle Gehlova názoru město myslet na zdraví svých obyvatel. Sedavý způsob života, špatné stravovací návyky a nedostatek pohybu vedou k tomu, že jednotlivci musí aktivně vyhledávat každodenní pohyb. Tyto organizované aktivity stojí peníze a mnoho lidí na ně nemá čas a energii. Proto by mělo město nabídnout řešení v podobě nové infrastruktury upřednostňující pěší a cyklistické trasy. Vysázení stínících stromů, pěkný městský mobiliář, dobré osvětlení, bezpečné přechody a zajímavé detaily zajistí motivaci k využití vlastní energie k přesunu po městě.

### Život jako podmínka
V období modernismu byl při urbanistických řešeních kladen důraz zejména na velké a střední měřítko, tedy úroveň čtvrtí, městských bloků a soustav budov, zatímco malé, lidské měřítko, bylo v plánech zanedbáno popř. zcela vynecháno. Zanedbání lidského faktoru vedlo k vzniku monumentálních urbanistických projektů, které ale právě kvůli svým rozměrům vylučují městský život. Taková koncepce města je poznamenána tzv. syndromem Brasília (dle jihoamerického města Brasília z šedesátých let). Tímto syndromem trpí například některá nová rychle rostoucí asijská města (např. Dubaj).
Dle Gehla je třeba při výstavbě příjemného živého města vycházet z lidského měřítka a kolem něj město uspořádat. Jako příklad uvádí kodaňské čtvrti řadových domků, které sice při pohledu z výšky neohromí, působí dokonce nudně a uniformě, nicméně v zorném poli člověka splňují všechny požadavky pro příjemné městské prostředí.

### Rozvojová města
Zatímco v hospodářsky rozvinutých zemích byl rozvoj měst na úkor městského života hnán ideologií mobilizace, v rozvojových zemích je na města vyvíjen tlak rapidním růstem populace, která se do měst stahuje. Tento nárůst v mnohých městech vyústil ve vznik neoficiálních a neplánovaných obytných čtvrtí s nulovou infrastrukturou a také v přelidňování a přetěžování stávajících čtvrtí. S tímto problémem je spojen nárůst automobilové dopravy, která dále vytváří nevyhovující podmínky pro chodce a cyklisty. Úspěšným řešením je rozvoj zejména veřejné dopravy jako až v modelové brazilské Curitibě, či podpora pohybu chodců a cyklistů v kolumbijské Bogotě, kde jim byly uvolněny některé silnice.